# Demonax parallelus
Demonax parallelus là một loài bọ cánh cứng trong họ Cerambycidae.